# Boris Papandopulo
Boris Papandopulo, né le 25 février 1906 à Bad Honnef, à l’époque Honnef – mort le 16 octobre 1991 à Zagreb, est un compositeur et chef d'orchestre croate. Son père, Konstantin Papandopulo, était un noble grec et sa mère, Maja Strozzi-Pečić, une chanteuse d’opéra croate.
Il a reçu le prix Vladimir Nazor en 1968.

## Discographie
- Messe croate en ré mineur, op. 86 – Adela Golac-Rilovic, soprano ; Martina Gojčeta-Silič, alto ; Tvrtko Stipić, ténor ; Tomislav Bekić, basse ; Zbor Hrvatske radiotelevizije, dir. Tonči Bilič (2004, Cantus) (OCLC 671642644)
- Musique pour piano : Scherzo fantastico, Partita, Sonatine, 10 impressions musicales, Huis Études – Nicholas Phillips, piano (2011, Albany TROY1274) (OCLC 724715198)
- Concerto pour piano no 2 ; Sinfonietta ; Pintarichiana – Oliver Triendl, piano ; Solistes de Zagreb, dir. Sreten Krstič (29 mai/1er juin 2014, CPO) (OCLC 1249665224)
- Œuvres pour piano et cordes : Concertino in modo antico op. 56 ; Fantaisie ; Trio lyrique ; Rapsodia Concertante ; Trois mouvement musicaux pour Orlando – Oliver Triendl, piano ; Amaury Coeytaux et Vanessa Szigeti  Violon ; Andrei Ioniţă, violoncelle (1-4 février 2016, CPO 555 106–2)
- Concerto pour piccolo ; Concerto pour clavecin, Mélodie avec orchestre – Kofler, Halubek, Turk, Handschuh (20 février 2015/7-9 juillet 2016, CPO) (OCLC 1082354687)
- Concerto pour piano no 3 ; Concerto pour violon op. 125 – Oliver Triendl, piano ; Dan Zhu, violon ; Orchestre symphonique de l'Opéra de Rijeka, dir. Ville Matvejeff (6-13 juin 2016, CPO) (OCLC 992447988)
- Balkanisms : musique pour guitare des Balkans (Trois danses croates, 1975) – Mak Grgić, guitare (5 janvier 2018, Naxos) (OCLC 1105154804) — avec des œuvres de Miroslav Tadić, Dušan Bogdanović, Vojislav Ivanović et Lazar Ostojić.